# Браунсдорф (Тирингија)
Браунсдорф (њем. Braunsdorf) општина је у њемачкој савезној држави Тирингија. Једно је од 61 општинског средишта округа Грајц. Према процјени из 2010. у општини је живјело 237 становника. Посједује регионалну шифру (AGS) 16076011.

## Географски и демографски подаци
Браунсдорф се налази у савезној држави Тирингија у округу Грајц. Општина се налази на надморској висини од 402 метра. Површина општине износи 6,2 km². У самом мјесту је, према процјени из 2010. године, живјело 237 становника. Просјечна густина становништва износи 38 становника/km².